# Hāshemak
Hāshemak (persiska: هاشمک) är en ort i Iran.   Den ligger i provinsen Teheran, i den centrala delen av landet, 60 km öster om huvudstaden Teheran. Hāshemak ligger 2 038 meter över havet och antalet invånare är 111.
Terrängen runt Hāshemak är huvudsakligen kuperad, men österut är den platt. Terrängen runt Hāshemak sluttar norrut.Runt Hāshemak är det ganska glesbefolkat, med 23 invånare per kvadratkilometer. Närmaste större samhälle är Damāvand, 11,7 km norr om Hāshemak. Trakten runt Hāshemak består i huvudsak av gräsmarker.